# Al-Hadi
Mūsā b. al-Mahdī, che aveva il laqab di al-Hādī ilā al-Ḥaqq (in arabo الهادي موسى بن المهدي‎?, al-Hādī Mūsā b. al-Mahdī; Rayy, 766 – Baghdad, 14 settembre 786), è stato il quarto califfo della dinastia abbaside.
Nacque nel 766 e succedette al padre al-Mahdi nel 785, regnando per un periodo assai breve, prima che suo fratello Hārūn al-Rashīd gli succedesse nel 786.

## Storia
Al-Hādī era il primogenito di al-Mahdi. Era stato designato come successore del padre e secondo nella linea successoria era stato indicato il fratello Hārūn, che era peraltro il favorito della comune madre al-Khayzuran. Al momento della tragica morte del loro genitore, al-Hādī era in Tabaristan (Persia) per condurre la guerra contro il locale governatore ribelle, mentre suo fratello era a Baghdad. Al-Rashīd dette l'ordine di partire alla volta del Tabaristan per consegnare ad al-Hādī le insegne del califfato e, innanzi tutto, il sigillo. Le truppe stazionanti a Baghdad rifiutarono di giurare in favore di al-Hādī se non avessero ricevuto l'equivalente di due anni di paga come regalo. Il vizir Barmecide Yaḥyā b. Khālid al-Barmakī negoziò con esse concedendo loro 18 mesi di soldo come donativo. Al-Hādī sembra fosse rimasto molto soddisfatto dell'iniziativa del Barmecide.
Fu nel corso del suo califfato che si manifestò una contestazione religiosa radicaleggiante che professava il manicheismo, massimamente inviso all'Islam per le sue concezioni dualistiche, tanto da far usare il termine "manicheo" (zandaqa, in arabo زندقة‎?) come perfetto sinonimo di "eretico". Al-Mahdī aveva duramente perseguitato un certo numero di manichei e il figlio al-Hādī proseguì nell'intento paterno, mentre non seguì la politica di suo padre per quanto riguarda l'atteggiamento nei confronti degli Alidi, che discriminò non senza violenza.
Fu infatti durante il suo regno che scoppiò una rivolta alide a Medina, sfociata nel massacro di Faḫḫ (786), dando modo a due sopravvissuti di rifugiarsi nell'estremo occidente nordafricano e di gettare le basi del governo idriside nell'area di Fez.
Altre insurrezioni ebbero luogo in Egitto e in Iraq nel corso del suo califfato, ma la questione principale restava quella della sua successione. Egli tentò di ottenere dal fratello Hārūn, consigliato da Yaḥyā al-Barmakī, la rinuncia alla sua eventuale successione al trono ma, ottenuto un netto rifiuto, Hārūn fu gettato in carcere e minacciato d'una sorte ben peggiore. In suo soccorso intervenne però in una notte del 786, definita poi "dei tre califfi", la morte di al-Hādī che, assai provvidenzialmente (ma incredibilmente), trovò la morte per mano d'una schiava che, si disse, sarebbe stata gelosa del favore riservato dal califfo a un'altra concubina.
In realtà è assai probabile che dietro tutto vi fosse l'opera della madre Khayzurān che, di fronte, all'atto violento perpetrato da al-Hādī ai danni del fratello e del suo tutore barmecide, intervenne per salvare la vita al figliolo preferito, pensando tra l'altro di poter condizionare il secondogenito assai più di quanto non fosse riuscita a fare col suo primogenito, particolarmente geloso delle sue prerogative e per nulla disposto ad accettare le fin troppo aperte ingerenze materne. Non a caso le si attribuisce la seguente frase al momento in cui fu messa al corrente della morte di al-Hādī: «È ciò che desideravo»..

Al-Hādī morì, lasciando dietro di sé una reputazione di uomo energico ma incline alla brutalità, con qualità di governo che gli permisero peraltro di mantenere in grande salute la situazione economico-finanziaria del califfato.